# Italia ai XXI Giochi olimpici invernali
L'Italia ha partecipato ai XXI Giochi olimpici invernali di Vancouver, che si sono svolti dal 12 al 28 febbraio 2010, con una delegazione di 109 atleti.

## Medaglie

### Medagliere per discipline
| Sport             | Oro | Argento | Bronzo | Totale |
| ----------------- | --- | ------- | ------ | ------ |
| Sci alpino        | 1   | 0       | 0      | 1      |
| Sci di fondo      | 0   | 1       | 0      | 1      |
| Combinata nordica | 0   | 0       | 1      | 1      |
| Slittino          | 0   | 0       | 1      | 1      |
| Short track       | 0   | 0       | 1      | 1      |
| Totale            | 1   | 1       | 3      | 5      |

### Medaglie d'oro
| Medaglia | Nome             | Sport      | Evento                   |
| -------- | ---------------- | ---------- | ------------------------ |
| Oro      | Giuliano Razzoli | Sci alpino | Slalom speciale maschile |

### Medaglie d'argento
| Medaglia | Nome                  | Sport        | Evento                          |
| -------- | --------------------- | ------------ | ------------------------------- |
| Argento  | Pietro Piller Cottrer | Sci di fondo | 15 km a tecnica libera maschile |

### Medaglie di bronzo
| Medaglia | Nome              | Sport             | Evento           |
| -------- | ----------------- | ----------------- | ---------------- |
| Bronzo   | Alessandro Pittin | Combinata nordica | Individuale NH   |
| Bronzo   | Armin Zöggeler    | Slittino          | Singolo maschile |
| Bronzo   | Arianna Fontana   | Short track       | 500 m            |

## Biathlon
| Gara                 | Atleta                                                       | Penalità    | Tempo d'arrivo | Posizione |
| -------------------- | ------------------------------------------------------------ | ----------- | -------------- | --------- |
| 10 km sprint         | Mattia Cola                                                  | 1 (0+1)     | 27'24"9        | 60        |
| 10 km sprint         | Christian De Lorenzi                                         | 4 (2+2)     | 27'25"9        | 61        |
| 10 km sprint         | Lukas Hofer                                                  | 4 (2+2)     | 27'18"3        | 56        |
| 10 km sprint         | Markus Windisch                                              | 0 (0+0)     | 26'44"7        | 44        |
| 12,5 km inseguimento | Mattia Cola                                                  | 4 (0+0+0+4) | 39'50"9        | 55        |
| 12,5 km inseguimento | Lukas Hofer                                                  | 5 (2+0+2+1) | 39'50"9        | 54        |
| 12,5 km inseguimento | Markus Windisch                                              | 6 (0+2+3+1) | 39'50"8        | 53        |
| 20 km individuale    | Christian De Lorenzi                                         | 4 (1+0+2+1) | 53'03"6        | 38        |
| 20 km individuale    | Lukas Hofer                                                  | 3 (0+1+1+1) | 53'23"7        | 46        |
| 20 km individuale    | René-Laurent Vuillermoz                                      | 4 (0+1+1+2) | 54'19"7        | 54        |
| 20 km individuale    | Markus Windisch                                              | 3 (0+3+0+0) | 52'38"7        | 31        |
| Staffetta 4x7,5 km   | Christian De Lorenzi Markus Windisch Lukas Hofer Mattia Cola | 0+3 1+8     | 1h 26'27"5     | 12        |

| Gara               | Atleta                                                      | Penalità    | Tempo d'arrivo | Posizione |
| ------------------ | ----------------------------------------------------------- | ----------- | -------------- | --------- |
| 7,5 km sprint      | Roberta Fiandino                                            | 4 (3+1)     | 23'11"6        | 73        |
| 7,5 km sprint      | Katja Haller                                                | 1 (0+1)     | 21'51"0        | 38        |
| 7,5 km sprint      | Karin Oberhofer                                             | 3 (1+2)     | 22'08"9        | 47        |
| 7,5 km sprint      | Michela Ponza                                               | 2 (1+1)     | 21'55"7        | 43        |
| 10 km inseguimento | Katja Haller                                                | 5 (1+2+2+0) | 36'20"9        | 51        |
| 10 km inseguimento | Karin Oberhofer                                             | 6 (2+3+1+0) | 36'40"3        | 53        |
| 10 km inseguimento | Michela Ponza                                               | 1 (0+1+0+0) | 36'11"9        | 50        |
| 15 km individuale  | Katja Haller                                                | 0 (0+0+0+0) | 43'12"4        | 18        |
| 15 km individuale  | Karin Oberhofer                                             | 7 (0+1+2+4) | 49'18"6        | 75        |
| 15 km individuale  | Christa Perathoner                                          | 5 (1+1+1+2) | 50'23"3        | 79        |
| 15 km individuale  | Michela Ponza                                               | 1 (0+0+0+1) | 43'54"4        | 27        |
| Staffetta 4x6 km   | Michela Ponza Katja Haller Karin Oberhofer Roberta Fiandino | 0+4 0+4     | 1h 12'54"2     | 11        |

## Bob
| Gara                   | Equipaggio                                                      | Manche 1 | Manche 2 | Manche 3    | Manche 4 | Totale  | Posizione |
| ---------------------- | --------------------------------------------------------------- | -------- | -------- | ----------- | -------- | ------- | --------- |
| Bob a due maschile     | Simone Bertazzo Samuele Romanini                                | 52"33    | 52"88    | qualificati |          |         | -         |
| Bob a due maschile     | Fabrizio Tosini Sergio Riva                                     | 52"84    | 52"83    | 52"34       | 52"65    | 3'30"66 | 17        |
| Bob a quattro maschile | Simone Bertazzo Danilo Santarsiero Samuele Romanini Mirko Turri | 51"57    | 51"38    | 51"62       | 51"68    | 3'26"25 | 9         |
| Bob a due femminile    | Jessica Gillarduzzi Laura Curione                               | 54"15    | 54"37    | 54"40       | 54"11    | 3'37"03 | 13        |

## Combinata nordica
| Gara           | Atleta                                                             | Salto  | Salto | Salto | Fondo   | Fondo            | Posizione |
| Gara           | Atleta                                                             | Lungh. | Punti | Pos.  | Tempo   | Tempo + distacco | Posizione |
| -------------- | ------------------------------------------------------------------ | ------ | ----- | ----- | ------- | ---------------- | --------- |
| NH + 10 km     | Armin Bauer                                                        | 86,5   | 91,5  | 44    | 26'36"3 | 29'32"3          | 43        |
| NH + 10 km     | Giuseppe Michielli                                                 | 93,0   | 107,0 | 38    | 25'46"1 | 27'40"1          | 33        |
| NH + 10 km     | Alessandro Pittin                                                  | 100,0  | 123,5 | 6     | 24'59"9 | 25'57"9          | Bronzo    |
| NH + 10 km     | Lukas Runggaldier                                                  | 98,5   | 119,0 | 16    | 25'30"7 | 26'36"7          | 16        |
| LH + 10 km     | Armin Bauer                                                        | 117,5  | 99,8  | 23    | 26'00"1 | 27'49"1          | 21        |
| LH + 10 km     | Giuseppe Michielli                                                 | 114,0  | 94,0  | 27    | 25'38"3 | 27'50"3          | 23        |
| LH + 10 km     | Alessandro Pittin                                                  | 122,5  | 108,7 | 13    | 25'00"6 | 26'13"6          | 7         |
| LH + 10 km     | Lukas Runggaldier                                                  | 126,5  | 114,2 | 7     | 25'40"6 | 26'31"6          | 11        |
| Gara a squadre | Alessandro Pittin Giuseppe Michielli Lukas Runggaldier Armin Bauer | -      | 402,6 | 10    | 51'55"5 | 54'15"5          | 10        |

## Freestyle
| Gara            | Atleta          | Qualificazioni | Qualificazioni | Qualificazioni | Qualificazioni | Qualificazioni | Finale | Finale | Finale | Finale | Finale    |
| Gara            | Atleta          | Curve          | Salti          | Tempo          | Totale         | Posizione      | Curve  | Salti  | Tempo  | Totale | Posizione |
| --------------- | --------------- | -------------- | -------------- | -------------- | -------------- | -------------- | ------ | ------ | ------ | ------ | --------- |
| Gobbe femminile | Deborah Scanzio | 12,1           | 4,50           | 5,24           | 21,84          | 14             | 11,8   | 4,32   | 6,07   | 22,19  | 10        |

## Pattinaggio di figura
L'Italia ha qualificato due pattinatori per il singolare maschile, una pattinatrice per il singolare femminile, una coppia per il pattinaggio di figura a coppie e due coppie per la danza sul ghiaccio per un totale di nove atleti.
| Gara                  | Atleta                            | Obbligatorio | Obbligatorio | Breve/Originale | Breve/Originale | Libero | Libero | Totale | Totale |
| Gara                  | Atleta                            | Punti        | Pos.         | Punti           | Pos.            | Punti  | Pos.   | Punti  | Pos.   |
| --------------------- | --------------------------------- | ------------ | ------------ | --------------- | --------------- | ------ | ------ | ------ | ------ |
| Individuale maschile  | Paolo Bacchini                    |              |              | 64,42           | 20              | 112,79 | 22     | 177,21 | 20     |
| Individuale maschile  | Samuel Contesti                   |              |              | 70,60           | 14              | 116,90 | 19     | 187,50 | 18     |
| Individuale femminile | Carolina Kostner                  |              |              | 63,02           | 7               | 88,88  | 19     | 151,90 | 16     |
| Gara a coppie         | Nicole Della Monica Yannick Kocon |              |              | 56,82           | 11              | 104,78 | 13     | 161,60 | 12     |
| Danza su ghiaccio     | Federica Faiella Massimo Scali    | 39,88        | 5            | 60,18           | 5               | 99,11  | 5      | 199,17 | 5      |
| Danza su ghiaccio     | Anna Cappellini Luca Lanotte      | 33,13        | 12           | 51,45           | 12              | 82,74  | 15     | 167,32 | 12     |

## Pattinaggio di velocità
| Gara   | Atleta           | Tempo 1 | Tempo 2 | Totale  | Posizione |
| ------ | ---------------- | ------- | ------- | ------- | --------- |
| 500 m  | Ermanno Ioriatti | 35"957  | 35"842  | 71"79   | 24        |
| 1000 m | Matteo Anesi     | 1'11"51 | 1'11"51 | 1'11"51 | 30        |
| 1000 m | Ermanno Ioriatti | 1'12"15 | 1'12"15 | 1'12"15 | 33        |
| 1500 m | Matteo Anesi     | 1'47"34 | 1'47"34 | 1'47"34 | 12        |
| 1500 m | Enrico Fabris    | 1'47"02 | 1'47"02 | 1'47"02 | 10        |
| 5000 m | Enrico Fabris    | 6'20"53 | 6'20"53 | 6'20"53 | 7         |
| 5000 m | Luca Stefani     | 6'41"75 | 6'41"75 | 6'41"75 | 25        |

| Quarti di finale                               |                    |                                                       |         |
| Italia Matteo Anesi Enrico Fabris Luca Stefani | 3'46"35            | Canada Mathieu Giroux Lucas Makowsky Denny Morrison   | 3'42"38 |
| Finale C                                       |                    |                                                       |         |
| Italia Matteo Anesi Enrico Fabris Luca Stefani | 3'54"39 (6º posto) | Corea del Sud Ha Hong-Sun Lee Jong-Woo Lee Seung-Hoon | 3'48"60 |

| Gara   | Atleta           | Tempo 1 | Tempo 2 | Totale  | Posizione |
| ------ | ---------------- | ------- | ------- | ------- | --------- |
| 500 m  | Chiara Simionato | 39"480  | 39"285  | 1'18"76 | 25        |
| 1000 m | Chiara Simionato | 1'18"02 | 1'18"02 | 1'18"02 | 19        |
| 1500 m | Chiara Simionato | 2'02"38 | 2'02"38 | 2'02"38 | 27        |

## Salto con gli sci
| Gara               | Atleta              | Qualificazioni | Qualificazioni | Qualificazioni | Finale    | Finale   | Finale    | Finale   | Finale       | Posizione |
| Gara               | Atleta              | Qualificazioni | Qualificazioni | Qualificazioni | 1º salto  | 1º salto | 2º salto  | 2º salto | Punti totali | Posizione |
| Gara               | Atleta              | Lunghezza      | Punti          | Pos.           | Lunghezza | Punti    | Lunghezza | Punti    | Punti totali | Posizione |
| ------------------ | ------------------- | -------------- | -------------- | -------------- | --------- | -------- | --------- | -------- | ------------ | --------- |
| Trampolino normale | Sebastian Colloredo | 96,0           | 113,0          | 35             | 96,0      | 114,0    | 96,5      | 115,0    | 229,0        | 29        |
| Trampolino normale | Roberto Dellasega   | squalificato   | squalificato   | squalificato   |           |          |           |          |              |           |
| Trampolino normale | Andrea Morassi      | 96,5           | 114,0          | 32             | 92,5      | 106,0    |           |          | 106,0        | 43        |
| Trampolino lungo   | Sebastian Colloredo | 131,5          | 125,2          | 18             | 118,5     | 99,3     | 120,5     | 102,9    | 202,2        | 27        |
| Trampolino lungo   | Roberto Dellasega   | 113,5          | 87,8           | 44             |           |          |           |          |              |           |
| Trampolino lungo   | Andrea Morassi      | 124,0          | 109,7          | 31             | 100,5     | 59,9     |           |          | 59,9         | 48        |

## Sci alpino
| Atleta         | Gara                  | 1ª manche    | 2ª manche    | Totale       | Posizione    |
| -------------- | --------------------- | ------------ | ------------ | ------------ | ------------ |
| Slalom         | Cristian Deville      | DNF          | DNF          | DNF          | DNF          |
| Slalom         | Manfred Mölgg         | 48"64        | 51"81        | 1'40"45      | 7            |
| Slalom         | Giuliano Razzoli      | 47"79        | 51"53        | 1'39"32      | Oro          |
| Slalom         | Patrick Thaler        | 50"13        | DNF          | DNF          | DNF          |
| Gigante        | Massimiliano Blardone | 1'17"47      | 1'21"88      | 2'39"35      | 11           |
| Gigante        | Manfred Mölgg         | 1'18"94      | 1'21"57      | 2'40"51      | 22           |
| Gigante        | Alexander Ploner      | 1'18"52      | 1'21"10      | 2'39"77      | 18           |
| Gigante        | Davide Simoncelli     | 1'18"67      | 1'21"44      | 2'39"96      | 19           |
| Super-g        | Peter Fill            | squalificato | squalificato | squalificato | squalificato |
| Super-g        | Werner Heel           | 1'30"67      | 1'30"67      | 1'30"67      | 4            |
| Super-g        | Christof Innerhofer   | 1'30"73      | 1'30"73      | 1'30"73      | 6            |
| Super-g        | Patrick Staudacher    | 1'30"74      | 1'30"74      | 1'30"74      | 7            |
| Discesa        | Peter Fill            | 1'55"29      | 1'55"29      | 1'55"29      | 15           |
| Discesa        | Werner Heel           | 1'55"19      | 1'55"19      | 1'55"19      | 12           |
| Discesa        | Christof Innerhofer   | 1'55"58      | 1'55"58      | 1'55"58      | 19           |
| Discesa        | Patrick Staudacher    | 1'57"21      | 1'57"21      | 1'57"21      | 35           |
| Supercombinata | Peter Fill            | 1'54"15      | DNF          | DNF          | DNF          |
| Supercombinata | Christof Innerhofer   | 1'54"55      | 51"90        | 2'46"45      | 8            |
| Supercombinata | Manfred Mölgg         | 1'58"29      | DNF          | DNF          | DNF          |
| Supercombinata | Dominik Paris         | 1'53"54      | 54"45        | 2'47"99      | 13           |

| Gara           | Atleta             | 1ª manche | 2ª manche | Tempo totale | Posizione |
| -------------- | ------------------ | --------- | --------- | ------------ | --------- |
| Slalom         | Chiara Costazza    | 53"18     | DNF       |              |           |
| Slalom         | Nicole Gius        | 51"71     | 53"30     | 1'45"01      | 8         |
| Slalom         | Denise Karbon      | 53"09     | 52"22     | 1'45"31      | 11        |
| Slalom         | Manuela Mölgg      | 53"44     | 52"50     | 1'45"94      | 18        |
| Gigante        | Federica Brignone  | 1'17"01   | 1'11"67   | 2'28"68      | 18        |
| Gigante        | Nicole Gius        | 1'17"16   | 1'11"71   | 2'28"87      | 20        |
| Gigante        | Manuela Mölgg      | 1'15"79   | 1'12"87   | 2'28"66      | 17        |
| Gigante        | Denise Karbon      | 1'18"22   | 1'11"15   | 2'29"37      | 23        |
| Super-g        | Elena Fanchini     | 1'22"17   | 1'22"17   | 1'22"17      | 14        |
| Super-g        | Daniela Merighetti | DNF       | DNF       | DNF          | DNF       |
| Super-g        | Lucia Recchia      | 1'21"43   | 1'21"43   | 1'21"43      | 7         |
| Super-g        | Johanna Schnarf    | 1'20"99   | 1'20"99   | 1'20"99      | 4         |
| Discesa        | Elena Fanchini     | DNF       | DNF       | DNF          | DNF       |
| Discesa        | Daniela Merighetti | DNF       | DNF       | DNF          | DNF       |
| Discesa        | Lucia Recchia      | 1'46"50   | 1'46"50   | 1'46"50      | 9         |
| Discesa        | Johanna Schnarf    | 1'48"77   | 1'48"77   | 1'48"77      | 22        |
| Supercombinata | Daniela Merighetti | DNF       |           |              |           |
| Supercombinata | Johanna Schnarf    | 1'25"72   | 45"57     | 2'11"29      | 8         |

## Sci di fondo
| Gara                                           | Atleta                                                                | Tempo d'arrivo | Posizione |
| ---------------------------------------------- | --------------------------------------------------------------------- | -------------- | --------- |
| 15 km a tecnica libera                         | Valerio Checchi                                                       | 34'53"7        | 19        |
| 15 km a tecnica libera                         | Giorgio Di Centa                                                      | 34'36"2        | 10        |
| 15 km a tecnica libera                         | Thomas Moriggl                                                        | 34'59"9        | 24        |
| 15 km a tecnica libera                         | Pietro Piller Cottrer                                                 | 34'00"9        | Argento   |
| 30 km inseguimento                             | Giorgio Di Centa                                                      | 1h 16'05"1     | 12        |
| 30 km inseguimento                             | Thomas Moriggl                                                        | 1h 17'40"9     | 24        |
| 30 km inseguimento                             | David Hofer                                                           | 1h 25'02"6     | 53        |
| 30 km inseguimento                             | Pietro Piller Cottrer                                                 | 1h 16'19"9     | 14        |
| 50 km a tecnica classica con partenza in linea | Valerio Checchi                                                       | 2h 10'49"7     | 31        |
| 50 km a tecnica classica con partenza in linea | Roland Clara                                                          | 2h 11'00"8     | 36        |
| 50 km a tecnica classica con partenza in linea | Giorgio Di Centa                                                      | 2h 05'49"0     | 11        |
| 50 km a tecnica classica con partenza in linea | Pietro Piller Cottrer                                                 | 2h 08'21"6     | 26        |
| Staffetta 4x10 km                              | Valerio Checchi Giorgio Di Centa Pietro Piller Cottrer Cristian Zorzi | 1h 47'16"6     | 9         |

| Gara              | Atleta                       | Qualificazioni | Qualificazioni | Quarti di finale | Quarti di finale | Semifinali | Semifinali | Finale  | Finale    |
| Gara              | Atleta                       | Tempo          | Pos.           | Tempo            | Pos.             | Tempo      | Pos.       | Tempo   | Posizione |
| ----------------- | ---------------------------- | -------------- | -------------- | ---------------- | ---------------- | ---------- | ---------- | ------- | --------- |
| Individuale       | Loris Frasnelli              | 3'41"78        | 30             | 3'40"9           | 6                |            |            |         |           |
| Individuale       | David Hofer                  | 3'42"89        | 39             |                  |                  |            |            |         |           |
| Individuale       | Fabio Pasini                 | 3'40"86        | 26             | 3'35"7           | 5                |            |            |         |           |
| Individuale       | Renato Pasini                | 3'39"63        | 22             | 3'42"8           | 4                |            |            |         |           |
| Sprint di squadra | Cristian Zorzi Renato Pasini |                |                |                  |                  | 18'43"9    | 3          | 19'21"1 | 8         |

| Gara                                           | Atleta                                                    | Tempo d'arrivo | Posizione   |
| ---------------------------------------------- | --------------------------------------------------------- | -------------- | ----------- |
| 10 km a tecnica libera                         | Arianna Follis                                            | 25'54"1        | 11          |
| 10 km a tecnica libera                         | Marianna Longa                                            | 26'06"2        | 18          |
| 10 km a tecnica libera                         | Silvia Rupil                                              | 25'58"5        | 14          |
| 10 km a tecnica libera                         | Sabina Valbusa                                            | 26'05"8        | 17          |
| 15 km inseguimento                             | Arianna Follis                                            | 41'21"6        | 9           |
| 15 km inseguimento                             | Marianna Longa                                            | 41'02"2        | 7           |
| 15 km inseguimento                             | Silvia Rupil                                              | 42'01"6        | 16          |
| 15 km inseguimento                             | Sabina Valbusa                                            | 42'19"4        | 18          |
| 30 km a tecnica classica con partenza in linea | Antonella Confortola                                      | 1h 34'07"7     | 17          |
| 30 km a tecnica classica con partenza in linea | Marianna Longa                                            | 1h 33'19"9     | 12          |
| 30 km a tecnica classica con partenza in linea | Sabina Valbusa                                            | non partita    | non partita |
| Staffetta 4x5 km                               | Arianna Follis Marianna Longa Silvia Rupil Sabina Valbusa | 56'04"9        | 4           |

| Gara              | Atleta                      | Qualificazioni | Qualificazioni | Quarti di finale | Quarti di finale | Semifinali | Semifinali | Finale  | Finale    |
| Gara              | Atleta                      | Tempo          | Pos.           | Tempo            | Pos.             | Tempo      | Pos.       | Tempo   | Posizione |
| ----------------- | --------------------------- | -------------- | -------------- | ---------------- | ---------------- | ---------- | ---------- | ------- | --------- |
| Individuale       | Elisa Brocard               | 3'58"27        | 43             |                  |                  |            |            |         |           |
| Individuale       | Magda Genuin                | 3'42"18        | 4              | 3'41"9           | 1                | 3'42"2     | 2          | 3'49"1  | 5         |
| Individuale       | Karin Moroder               | 3'53"74        | 39             |                  |                  |            |            |         |           |
| Sprint di squadra | Magda Genuin Arianna Follis |                |                |                  |                  | 18'43"0    | 2          | 18'14"2 | 4         |

## Short track
| Gara             | Atleta                                                       | Batterie | Batterie | Quarti di finale | Quarti di finale | Semifinali   | Semifinali   | Finale       | Finale       |
| Gara             | Atleta                                                       | Tempo    | Pos.     | Tempo            | Pos.             | Tempo        | Pos.         | Tempo        | Pos.         |
| ---------------- | ------------------------------------------------------------ | -------- | -------- | ---------------- | ---------------- | ------------ | ------------ | ------------ | ------------ |
| 500 m            | Nicolas Bean                                                 | 42"344   | 4        |                  |                  |              |              |              |              |
| 500 m            | Yuri Confortola                                              | 1'17"401 | 4        |                  |                  |              |              |              |              |
| 500 m            | Nicola Rodigari                                              | 42"190   | 3        |                  |                  |              |              |              |              |
| 1000 m           | Nicolas Bean                                                 | 1'26"781 | 2        | 1'25"827         | 3                |              |              |              |              |
| 1000 m           | Yuri Confortola                                              | 1'27"073 | 1        | 1'24"788         | 3                |              |              |              |              |
| 1000 m           | Nicola Rodigari                                              | 1'41"117 | 3        | squalificato     | squalificato     |              |              |              |              |
| 1500 m           | Nicolas Bean                                                 |          |          | 2'17"089         | 4                |              |              |              |              |
| 1500 m           | Yuri Confortola                                              |          |          | 2'14"584         | 1                | 2'13"645     | 3            | squalificato | squalificato |
| 1500 m           | Nicola Rodigari                                              |          |          | 2'12"609         | 3                | 2'11"402     | 4            | 2'18"422     | 8            |
| 5000 m staffetta | Nicolas Bean Yuri Confortola Claudio Rinaldi Nicola Rodigari |          |          |                  |                  | squalificati | squalificati |              |              |

| Gara             | Atleta                                                                    | Batterie | Batterie | Quarti di finale | Quarti di finale | Semifinali | Semifinali | Finale   | Finale |
| Gara             | Atleta                                                                    | Tempo    | Pos.     | Tempo            | Pos.             | Tempo      | Pos.       | Tempo    | Pos.   |
| ---------------- | ------------------------------------------------------------------------- | -------- | -------- | ---------------- | ---------------- | ---------- | ---------- | -------- | ------ |
| 500 m            | Arianna Fontana                                                           | 44"482   | 1        | 44"257           | 2                | 43"991     | 2          | 43"804   | Bronzo |
| 500 m            | Cecilia Maffei                                                            | 44"948   | 3        |                  |                  |            |            |          |        |
| 500 m            | Martina Valcepina                                                         | 1'08"173 | 4        |                  |                  |            |            |          |        |
| 1000 m           | Arianna Fontana                                                           | 1'32"640 | 2        | 1'32"472         | 3                |            |            |          |        |
| 1000 m           | Cecilia Maffei                                                            | 1'32"615 | 3        |                  |                  |            |            |          |        |
| 1500 m           | Arianna Fontana                                                           |          |          | 2'27"120         | 1                | 2'21"522   | 3          | 2'42"801 | 9      |
| 1500 m           | Cecilia Maffei                                                            |          |          | 2'24"931         | 5                |            |            |          |        |
| 1500 m           | Katia Zini                                                                |          |          | 2'30"606         | 6                |            |            |          |        |
| 3000 m staffetta | Arianna Fontana Cecilia Maffei Martina Valcepina Katia Zini Lucia Peretti |          |          |                  |                  | 4'23"950   | 4          | 4'18"559 | 6      |

## Skeleton
| Gara              | Atleta             | Manche 1 | Manche 2 | Manche 3 | Manche 4 | Totale  | Posizione |
| ----------------- | ------------------ | -------- | -------- | -------- | -------- | ------- | --------- |
| Singolo maschile  | Nicola Drocco      | 55"77    | 54"60    | 54"97    | -        | -       | 26        |
| Singolo femminile | Costanza Zanoletti | 55"48    | 55"63    | 55"38    | 55"31    | 3'41"80 | 15        |

## Slittino
| Gara              | Atleta                                    | Manche 1 | Manche 2 | Manche 3 | Manche 4 | Totale   | Posizione |
| ----------------- | ----------------------------------------- | -------- | -------- | -------- | -------- | -------- | --------- |
| Singolo femminile | Sandra Gasparini                          | 42"339   | 42"161   | 42"881   | 42"621   | 2'50"002 | 20        |
| Singolo maschile  | David Mair                                | 48"978   | 48"989   | 49"367   | 48"845   | 3'16"199 | 17        |
| Singolo maschile  | Reinhold Rainer                           | 48"846   | 49"065   | 49"416   | 49"007   | 3'16"334 | 21        |
| Singolo maschile  | Armin Zöggeler                            | 48"473   | 48"529   | 48"914   | 48"459   | 3'14"375 | Bronzo    |
| Doppio            | Oswald Haselrieder Gerhard Plankensteiner | 41"789   | 41"789   | 41"860   | 41"860   | 1'23"649 | 9         |
| Doppio            | Patrick Gruber Christian Oberstolz        | 41"527   | 41"527   | 41"585   | 41"585   | 1'23"112 | 4         |

## Snowboard
| Gara              | Atleta            | Qualificazioni | Qualificazioni | Semifinali | Semifinali | Finale    | Finale    |
| Gara              | Atleta            | Punteggio      | Pos.           | Punteggio  | Pos.       | Punteggio | Posizione |
| ----------------- | ----------------- | -------------- | -------------- | ---------- | ---------- | --------- | --------- |
| Halfpipe maschile | Manuel Pietropoli | 9,3            | 20             |            |            |           |           |

| Gara                        | Atleta             | Qualificazioni | Qualificazioni | Ottavi   | Ottavi | Quarti | Quarti | Semifinale | Semifinale | Finale | Finale |
| --------------------------- | ------------------ | -------------- | -------------- | -------- | ------ | ------ | ------ | ---------- | ---------- | ------ | ------ |
| Gigante parallelo maschile  | Meinhard Erlacher  | 1'20"14        | 21             |          |        |        |        |            |            |        |        |
| Gigante parallelo maschile  | Roland Fischnaller | 1'18"87        | 18             |          |        |        |        |            |            |        |        |
| Gigante parallelo maschile  | Aaron March        | 1'18"36        | 13             | A. March | +2"27  |        |        |            |            |        |        |
| Gigante parallelo maschile  | Aaron March        | 1'18"36        | 13             | B. Karl  |        |        |        |            |            |        |        |
| Gigante parallelo femminile | Corinna Boccacini  | 1'28"88        | 26             |          |        |        |        |            |            |        |        |
| Gigante parallelo femminile | Carmen Ranigler    | 1'26"93        | 25             |          |        |        |        |            |            |        |        |

| Gara                      | Atleta            | Qualificazioni | Qualificazioni | Ottavi | Quarti | Semifinali | Finale |
| ------------------------- | ----------------- | -------------- | -------------- | ------ | ------ | ---------- | ------ |
| Snowboard cross maschile  | Simone Malusà     | 1'24"53        | 30             | 3      |        |            |        |
| Snowboard cross maschile  | Stefano Pozzolini | 1'23"08        | 18             | 2      | 3      |            |        |
| Snowboard cross maschile  | Federico Raimo    | 1'23"16        | 19             | 4      |        |            |        |
| Snowboard cross maschile  | Alberto Schiavon  | 1'22"33        | 13             | 3      |        |            |        |
| Snowboard cross femminile | Raffaella Brutto  | 1'34"12        | 17             |        |        |            |        |